# Ловро Бизяк
Ловро Бизяк (словен. Lovro Bizjak, нар. 12 листопада 1993, Шмартно-об-Пакі) — словенський футболіст, нападник молдовського клубу «Шериф» та національної збірної Словенії.

## Клубна кар'єра
Народився 12 листопада 1993 року в місті Шмартно-об-Пакі. Вихованець футбольної школи місцевого клубу «Шмартно». Дорослу футбольну кар'єру розпочав 2012 року в основній команді того ж клубу, в якій провів три сезони, взявши участь у 36 матчах другого дивізіону чемпіонату Словенії.
Протягом першої половини 2014 року захищав кольори аматорського австрійського клубу «Вільдон», що грав у четвертому за рівнем дивізіоні країни, після чого повернувся на батьківщину і став гравцем «Алюмінію». Відіграв за кидричевську команду наступні три сезони своєї ігрової кар'єри. Більшість часу, проведеного у складі «Алюмінію», був основним гравцем атакувальної ланки команди і одним з головних бомбардирів команди, маючи середню результативність на рівні 0,37 гола за гру першості, а у сезоні 2016/17 дебютував з командою у вищій лізі Словенії, посівши передостаннє 9 місце.
З 2017 року виступав за «Домжале», в його складі за рік провів 36 матчів і забив 13 м'ячів в чемпіонаті Словенії, після чого у серпні 2018 року перейшов в російську «Уфу», представники якої помітили гравця під час очних матчів у Лізі Європи, де Бизяк забив росіянам гол. У новій команді словенець дебютував в матчі 4 туру Прем'єр-ліги проти московського «Динамо» (0:3), а 11 листопада забив дебютний гол за «Уфу» в ворота «Спартака» (2:0). У перших двох сезонах Ловро регулярно виходив на поле, але в третьому втратив місце у основі, через що 15 січня 2021 року по обопільній згоді сторін контракт футболіста і клубу був розірваний. За цей час форвард провів 56 матчів у складі «Уфи» і забив 7 голів в усіх турнірах.
В кінці січня 2021 року Бизяк підписав контракт з «Шерифом», а вже 24 лютого забив перший м'яч за новий клуб в матчі 22 туру чемпіонату проти «Зімбру». Всього до кінця сезону Бизяк забив 9 голів у 16 іграх чемпіонату і допоміг команді виграти чемпіонство. Станом на 29 серпня 2021 року відіграв за тираспольський клуб 19 матчів в національному чемпіонаті.

## Виступи за збірну
14 жовтня 2020 року дебютував в офіційних матчах у складі національної збірної Словенії, вийшовши на заміну на 77-й хвилині замість Гаріса Вучкича у грі Ліги націй УЄФА з Молдовою (4:0).

## Титули і досягнення
- Чемпіон Молдови (1):

«Шериф»: 2020/21